# Enzo Bearzot
Enzo Bearzot (Aiello del Friuli, Údine, 26 de septiembre de 1927-Milán, 21 de diciembre de 2010) fue un futbolista y director técnico italiano. Destacado defensa de diferentes equipos de su país, luego de su retiro tuvo una amplia carrera como entrenador, desembocando en su mayor lauro futbolístico cuando en 1982 fue el artífice del tercer campeonato mundial de fútbol de la Selección Italiana. Si bien no ganó título alguno como jugador o entrenador, el solo hecho de haber obtenido el título del mundo hizo que ingresara de lleno al salón de la fama de la FIFA como uno de los entrenadores campeones del mundo.

## Trayectoria
Nacido en Aiello del Friuli, Bearzot inició su carrera jugando para el Pro Gorizia de la serie B italiana en 1946, jugando por dos años en este club. Sus cualidades como mediocampista, fueron muy bien evaluadas por el Inter de Milán, que en 1948 lo llevó a jugar en sus filas y a hacerlo debutar en la Primera División. En este club, se mantuvo hasta el año 1951, cuando pasó al Catania. En este club, se mantuvo durante tres años hasta su pase al Torino en 1954. En el club turinés, desempeñó su actividad en dos períodos: El primero, de 1954 a 1956, año en el que cruzó a la vecina provincia de Milán para volver a vestir la casaca del Internazionale. Luego de finalizado su contrato en 1957, volvió al Torino en una segunda etapa que duró hasta el año 1964, cuando definitivamente colgó sus botines. Lamentablemente como jugador, nunca obtuvo un campeonato. Sin embargo, su revancha se daría varios años después, pero esta vez sentado en el banquillo de director técnico.

### Sus comienzos en la dirección técnica
Luego de haberse retirado de la actividad como futbolista, Bearzot decidió que era su momento para emprender su camino en la dirección técnica. Su primer paso lo dio en el mismo Torino, donde se desempeñó como entrenador de guardametas, para luego pasar a ser segundo entrenador. En 1969, luego de una pequeña incursión en el Prato de la Serie C, fue designado director técnico de la Selección Sub-23, llamada «La Selección de las Promesas». Con esta selección, se mantuvo hasta el año 1974, alternando con el cargo de ayudante de campo del técnico Ferrucio Valcareggi en la selección mayor, a quien ayudó en los mundiales de México '70 y Alemania '74. 
Tras el bochorno de Alemania '74, tomó el cargo de entrenador Fulvio Bernardini, quien renunció luego de un breve período. Tras esta renuncia, el momento de Bearzot, había llegado. Era su turno para dirigir a la Squadra Azzurra. Fue así que en 1975, Bearzot fue designado como el nuevo Comisario Técnico (nombre dado al director técnico en Italia), de la Selección Nacional, manteniéndose en el puesto hasta el año 1986. Durante su mandato, la Selección obtuvo una buena cosecha con 104 partidos jugados, 51 victorias, 28 empates, 25 derrotas y el premio mayor obtenido en el Mundial de España '82, cuando por tercera vez, la selección italiana levantaba la Copa del Mundo de FIFA.

### La selección y el Mundial de 1982
Luego del Mundial '74, las críticas hacia el seleccionado azzurro comenzaban a aumentar. Fue así que el descontento y la desaprobación se hicieron de un rol protagónico en el ámbito deportivo de Italia. Con este condicionante, Bearzot decidió resetear su equipo y preparar una nueva base para el próximo mundial que se celebraría en Argentina. Es así que para poder asentar su base, decidió convocar a la mayoría de los jugadores provenientes de la Juventus, que en ese entonces era el líder indiscutido en la Serie A. Así fue que presentando un plantel con figuras jóvenes, Italia ofreció un planteo más dinámico, merced al juego que desplegaban las jóvenes figuras, entre las cuales ya se destacaban dos futuros íconos del fútbol italiano: Paolo Rossi y Antonio Cabrini.
Si bien los resultados fueron buenos (cuarto puesto) en Argentina 1978, la afición esperaba más del equipo, pero la actuación de los jóvenes italianos dieron un indicio de lo que se vendría cuatro años después. Efectivamente, llegado el Mundial de España, y sin preocuparse por las críticas que llovían desde los diferentes puntos del ámbito futbolístico, tras el desastre de la Eurocopa 1980 en la mismísima Italia, Bearzot volvió a buscar el equipo que pudiera hacer callar a más de uno y así poder lograr la tercera Copa Mundial. Para ello, varió su equipo convocando a jugadores del Inter de Milán y de la Roma como Altobelli y Conti. Además, demostrando que no hacía caso a las críticas, nuevamente convocó al delantero Paolo Rossi, quien había sido suspendido dos años antes por supuestas vinculaciones a apuestas futbolísticas.

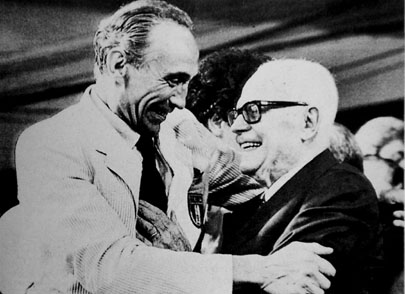
Bearzot saludando al entonces presidente de Italia, Sandro Pertini.

Tras haber clasificado, el seleccionado azul tuvo una actuación muy floja en la primera fase del torneo, donde demostró una paupérrima actuación salvando tres empates ante Polonia, Perú, y Camerún, clasificando gracias a una mejor diferencia de gol respecto a los africanos. Tras estas actuaciones, Bearzot se refugió junto a los suyos en el cuartel de Vigo, donde comenzó a trabajar psicológicamente con los suyos. Fue la piedra fundamental de la construcción del nuevo campeón mundial. 
A la fase de liguilla luego le sucedería la temida segunda fase, donde sólo los ganadores de cada grupo gozarían del privilegio de disputar la semifinal. Precisamente, Italia compartió su grupo junto a dos rivales temidos: Argentina, el último campeón, y Brasil, el equipo más temido del torneo y amplio favorito para ganarlo. Sin embargo, a pesar de los cuestionamientos y el manto de duda puesto sobre la actuación italiana, Bearzot logró parar un equipo que lograría erigirse en victorioso. En el primer partido, los Azzurri consiguieron un gran triunfo por 2-1 frente a los argentinos, quienes se mostraron confiados y pecaron mucho dependiendo de su joven estrella: Diego Armando Maradona. Luego de la victoria, en la previa al partido de Brasil, dos ingredientes se sumaron: Italia venía de una dura derrota a manos brasileñas en la final de 1970, donde la verdeamarelha le arrebató a la azzurra, no solo el tercer título, sino la posibilidad de quedarse para siempre con la Copa Jules Rimet. Además, y como segunda situación, su estrella Paolo Rossi aún venía con la "pólvora mojada". A pesar de ello, Bearzot nunca dejó de aportarle confianza a sus dirigidos y tampoco se dejó amilanar por la historia. 
Fue así que el 5 de julio de 1982, frente a un Estadio de Sarriá repleto y un Brasil que alineaba entre otros a Sócrates, Zico y Falcão, Italia terminó destruyendo las aspiraciones brasileñas. Frente a la adversidad, los italianos comenzaron a creer en su equipo y aún más en su estrella Paolo Rossi, quien pudo definitivamente quebrar su mala racha frente al arco, marcando los tres goles con los que Italia pudo vengar todo su pasado y mandar de nuevo a Brasil a casa con un ajustado 3-2. Fui ahí donde nació el mito de "Santo Paolo" y donde comenzaba a nacer la ilusión del pueblo italiano, en semifinales vencieron 2-0 a Polonia con doblete de Rossi.

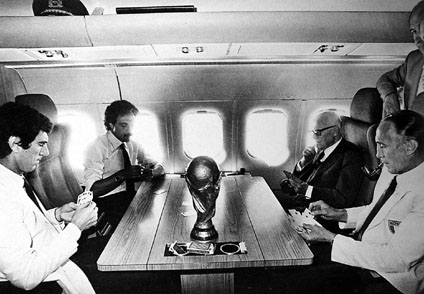
Sentados a la mesa en el sentido de las agujas del reloj (desde arriba a la derecha): el presidente de la República Italiana Sandro Pertini, Enzo Bearzot, Dino Zoff y Franco Causio en el DC9 militar que les llevó de Madrid a Roma con la Copa del Mundo de fútbol.

Finalmente, el camino se cerraría el 11 de julio de 1982, cuando frente a los italianos se cruzaba Alemania para dirimir quién igualaría la marca de Brasil. La suerte nuevamente volvería a sonreírle a los italianos, quienes con goles de Rossi, Marco Tardelli y Alessandro Altobelli, aplastaría a los alemanes que ya no contaban con su máxima figura, el defensor Franz Beckenbauer. Tras el pitido final del árbitro brasileño Arnaldo Coelho, los italianos desataron una verdadera fiesta, en la que Enzo Bearzot sería su artífice máximo y quién finalmente trocaría críticas por elogios, para instalarse definitivamente en la galería de Técnicos campeones del mundo.

## Selección nacional
Fue internacional con la Selección de fútbol de Italia en una ocasión. Debutó el 27 de noviembre de 1955, en un encuentro válido por la Copa Dr. Gerö ante la selección de Hungría que finalizó con marcador de 2-0 a favor de los húngaros.

## Clubes

### Como futbolista
| Club           | País   | Año         |
| -------------- | ------ | ----------- |
| Pro Gorizia    | Italia | 1946 - 1948 |
| Inter de Milán | Italia | 1948 - 1951 |
| Calcio Catania | Italia | 1951 - 1954 |
| Torino F. C.   | Italia | 1954 - 1956 |
| Inter de Milán | Italia | 1956 - 1957 |
| Torino F. C.   | Italia | 1957 - 1964 |

### Como entrenador
| Club                       | País   | Año         |
| -------------------------- | ------ | ----------- |
| A. C. Prato                | Italia | 1968 - 1969 |
| Selección de Italia Sub-23 | Italia | 1969 - 1975 |
| Selección de Italia        | Italia | 1975 - 1986 |

## Palmarés

### Como jugador

#### Torneos nacionales
| Título  | Equipo         | País   | Año     |
| ------- | -------------- | ------ | ------- |
| Serie B | Calcio Catania | Italia | 1953-54 |
| Serie B | Torino F. C.   | Italia | 1959-60 |

### Como entrenador

#### Copas internacionales
| Título                 | Equipo              | Sede   | Año  |
| ---------------------- | ------------------- | ------ | ---- |
| Copa Mundial de Fútbol | Selección de Italia | España | 1982 |

### Condecoraciones
| Condecoración                                                | Año  |
| ------------------------------------------------------------ | ---- |
| Gran Oficial de la Orden al Mérito de la República Italiana. | 1982 |